# بيكاتا
بيكاتا (بالإيطالية: Piccata)‏ هو طبق إيطالي تقليدي يمكن أن يحضّر من الدجاج كما يمكن أن يحضّر من اللحم. تحتوي وصفة البيكاتا على لحم الستيك، الفطر، البصل، الثوم، لبنة، الزبدة ,صلصة الصويا، زيت الزيتون، فلفل وملح.

## وصلات خارجية
وصفة البيكاتا باللحم والمشروم مع معلوماتها الغذائية